# شکوفه‌های بادام
شکوفه‌های بادام (انگلیسی: Almond Blossoms) یک مجموعه از چند نقاشی مربوط به شکفتن شکوفه‌های درختان بادام اثر نقاش هلندی پسا دریافتگرا، وَنسان وَن گوگ می‌باشد که بین سال‌های ۱۸۸۸ تا ۱۸۹۰ در منطقهٔ سن رمی و آرل در جنوب فرانسه طرح گردید.
شکوفه‌های درختان از سوژه‌های خاص و مورد علاقهٔ ون گوگ بود. آنها بیداری و امید را نوید می‌دادند. او از منظر زیبایی‌شناختی از آن‌ها لذت می‌برد و نقاشی کردن شکوفه‌های درختان را دوست داشت. شکوفه‌های بادام، بازتاب نقاشی ژاپنی و تلفیق آن در سبک امپرسیونیست است، ون گوگ شکوفه‌های بادام را برای تبریک تولد برادر زاده‌اش کشیده است. ابعاد این اثر نقاش (۷۳٫۵ × ۹۲) سانتیمتر می‌باشد.

## نگارخانه

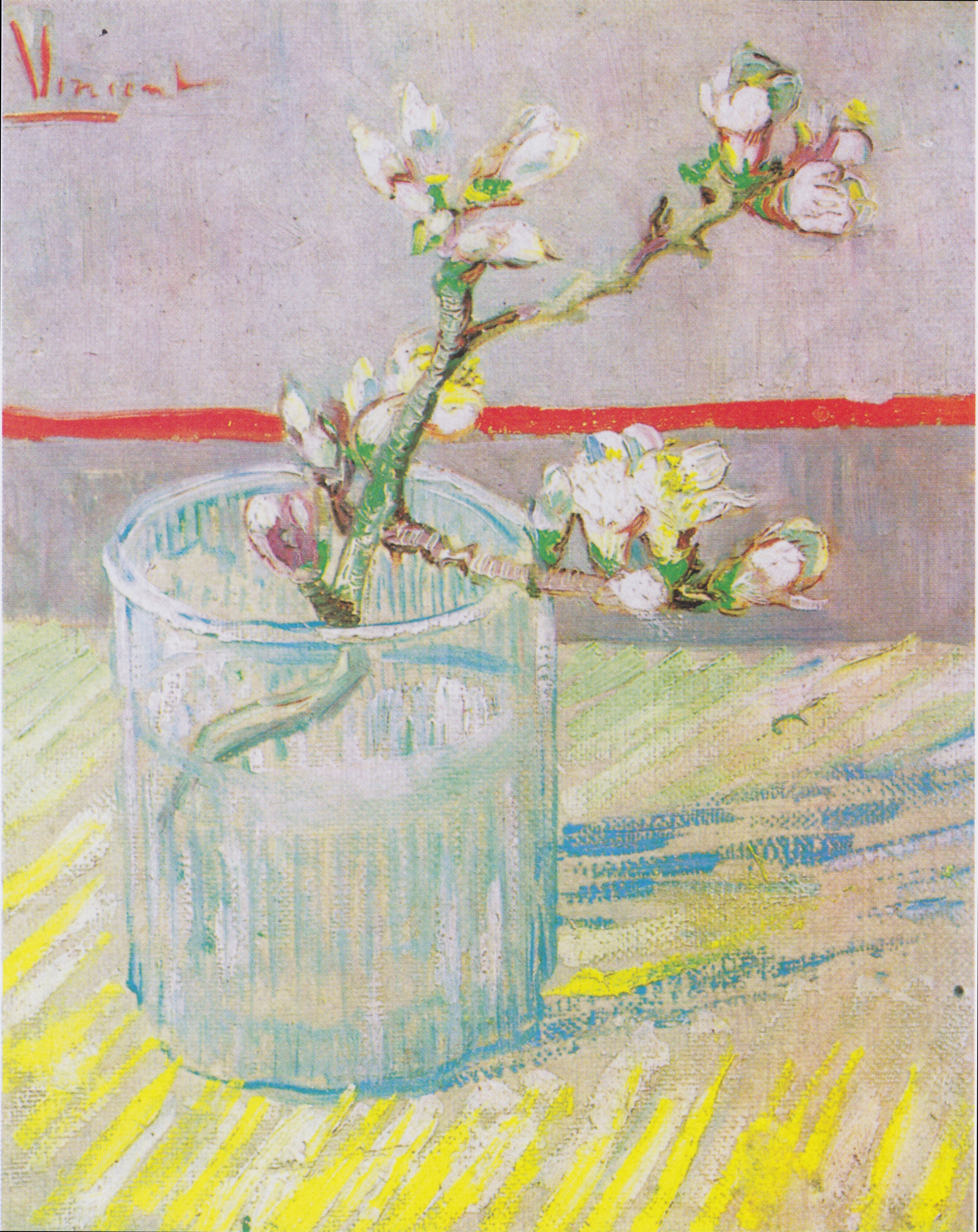
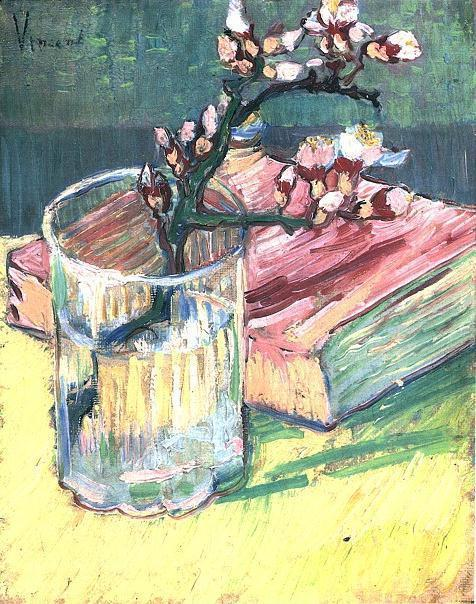